# Królestwo Ilirii
Królestwo Ilirii (niem. Königreich Illyrien, wł. Regno d’Illiria) – jednostka administracyjna (kraj koronny) Cesarstwa Austrii, istniejąca w latach 1816–1849.

## Historia
Królestwo powstawało w 1816 roku w wyniku włączenia ziem dawnych Prowincji Iliryjskich do Cesarstwa Austriackiego na mocy decyzji kongresu wiedeńskiego. Stolicą kraju została Lublana, a w jego skład wchodziły tereny obecnej zachodniej i środkowej Słowenii, Karyntia, tereny obecnej północno-zachodniej Chorwacji i północno-wschodnich Włoch, czyli obszar istniejących wcześniej Prowincji Iliryjskich.
W skład Królestwa wchodziło Księstwo Karyntii, Księstwo Krainy i Pobrzeże Austriackie (Książęce Hrabstwo Gorycji i Gradyski, Margrabstwo Istrii, Wolne cesarskie miasto Triest), które w 1849 stały się samodzielnymi krajami koronnymi, a samo Królestwo Ilirii przestało istnieć.